# Pukou (sockenhuvudort i Kina, Zhejiang Sheng, lat 29,63, long 120,86)
Pukou (kinesiska: 浦口, 浦口街道) är en sockenhuvudort i Kina. Den ligger i provinsen Zhejiang, i den östra delen av landet, omkring 95 kilometer sydost om provinshuvudstaden Hangzhou. Antalet invånare är 28 061. Befolkningen består av 13 838 kvinnor och 14 223 män. Barn under 15 år utgör 15,0 %, vuxna 15-64 år 72 %, och äldre över 65 år 12,0 %.
Runt Pukou är det tätbefolkat, med 343 invånare per kvadratkilometer. Närmaste större samhälle är Ganlin, 18,4 km sydväst om Pukou. Trakten runt Pukou består till största delen av jordbruksmark.
Genomsnittlig årsnederbörd är 2 022 millimeter. Den regnigaste månaden är juni, med i genomsnitt 356 mm nederbörd, och den torraste är januari, med 72 mm nederbörd.